# ドバイ・パークス&リゾーツ
ドバイ・パークス&リゾーツ（英語: Dubai Parks and Resorts）は、アラブ首長国連邦ドバイにある中東最大規模のアミューズメントリゾート。

## 歴史
- 2012年にプロジェクトが発表され、2014年に建設が開始。

- 2016年10月31日にレゴランド・ドバイが開園。その後、11月17日にボリウッド・パークス・ドバイが、2016年12月16日にモーションゲート・ドバイがオープンした。リゾート全体での公式オープンは、2016年12月18日である。

## 構成施設

### テーマパーク
- モーションゲート・ドバイ
- レゴランド・ドバイ・リゾート
- ボリウッド・パークス・ドバイ
- シックス・フラッグス・ドバイ - 2019年オープン。

### ウォーターパーク
- レゴランド・ウォーター・パーク

### リゾートホテル
- ラピタ・ホテル・ドバイ